# CJ오쇼핑 소속 쇼호스트 목록
다음은 CJ온스타일에 소속되어있거나, 소속된 적이 있는 쇼호스트의 목록이다.

## 현행 쇼호스트

### 남자
- 권기완 - CJ온스타일 쇼호스트 / 前 바리스타
- 김민성 - CJ온스타일 쇼호스트/前 현대홈쇼핑 쇼호스트
- 김익근 - CJ온스타일 쇼호스트/前 게임캐스터
- 변진 - 코스 쇼호스트 아카데미 강사/CJ온스타일 패션, 레포츠 전문 쇼호스트/前 GS Shop 쇼핑호스트
- 이승훈 - CJ온스타일 쇼호스트/前 SK 스토아 쇼호스트/前 CJ ENM 오쇼핑부문 쇼호스트/前 NS홈쇼핑 쇼핑호스/前 디지틀조선일보 앵커/前 디지틀조선일보 방송기자/前 경기방송 아나운서/前 경기방송 제작PD
- 안종수 - CJ온스타일 쇼호스트/前 쇼크라이브 서포터즈 '쇼크루'활동/前 티몬라이브 쇼호스트/前 뮤지컬배우
- 이재관 - CJ온스타일 쇼호스트/前 CJ ENM 오쇼핑부문 쇼호스트
- 이원교 - CJ온스타일 쇼호스트/前 네이버라이브 쇼호스트
- 이병욱 - CJ온스타일 쇼호스트/前 GS SHOP 쇼핑호스트
- 심용수 - 봄온 쇼호스트아카데미 강사/CJ온스타일 쇼호스트/前 현대홈쇼핑 쇼호스트
- 장민철 - CJ온스타일 쇼호스트/前 현대홈쇼핑 쇼호스트/前 LG헬로비전 앵커

### 여자
- 고주연 - CJ온스타일 쇼호스트/前 배우
- 고혜윤 - CJ온스타일 쇼호스트/前 공영쇼핑 쇼호스트/前 KBS진주 아나운서
- 구도은 - CJ온스타일 쇼호스트
- 강연희 - CJ온스타일 쇼호스트/前 MBC 공채 MC 1기
- 김가영 - CJ온스타일 쇼호스트/前 공영홈쇼핑 쇼호스트
- 김미진 - CJ온스타일 쇼호스트/前 롯데홈쇼핑 쇼호스트/前 SBS리포터/前 MBN 기상캐스터/前 MBC섹션TV연예통신 리포터
- 김민지 - CJ온스타일 쇼호스트
- 김봉희 - CJ온스타일 쇼호스트/前 현대홈쇼핑 쇼호스트/前 NS홈쇼핑 쇼호스트
- 김시연 - CJ온스타일 쇼호스트/前 CJB 청주방송 아나운서
- 김선희 - CJ온스타일 쇼호스트
- 김성은 - CJ온스타일 쇼호스트/前 SBS 전문MC
- 김유빈 - CJ온스타일 쇼호스트
- 김연진 - CJ온스타일 쇼호스트/前 케이블TV MC 및 리포터/前 KBS라디오 진행/前 MBC 단만극 출연/前 CF모텔/前  그외 비서와 성악 강사
- 김유정 - CJ온스타일 쇼호스트/前 MBC 전문 MC 3기
- 김윤희 - CJ온스타일 쇼호스트/前 프리랜서 쇼호스트/前 배민쇼핑라이브 1기 전속쇼호스트/前 현대쇼핑라이브 1기 전속쇼호스트/前 연극배우
- 김정선 - CJ온스타일 쇼호스트/前 롯데홈쇼핑 쇼호스트
- 김효정 - CJ온스타일 쇼호스트
- 나현지 - CJ온스타일 쇼호스트/前 프리랜서 아나운서, 모델
- 노수진 - CJ온스타일 쇼호스트/前 대한항공 승무원
- 모희현 - CJ온스타일 쇼호스트/前 MBC 나홀로 세계여행, KBS 6시내고향, 무엇이든 물어보세요, 고향의 아침, TV는 내친구 리포터
- 배승민 - CJ온스타일 쇼호스트
- 박혜연 - CJ온스타일 쇼호스트/前 현대한섬 피팅모델
- 박해리 - CJ온스타일 쇼호스트/前 한국낚시방송 아나운서/前 서울경제TV 아나운서
- 심스라 - CJ온스타일 쇼호스트/前 롯데홈쇼핑 쇼호스트
- 오희도 - CJ온스타일 쇼호스트/前 grip 공식그리퍼
- 임세영 - CJ온스타일 쇼호스트/前 CJ홈쇼핑 마케팅팀/前 CJ홈쇼핑 프로듀서
- 임지숙 - CJ온스타일 쇼호스트/前 CJ39쇼핑 쇼호스트/前 KBS연예가 중계 리포터
- 이솔지 - 비바쇼호스트아카데미 전임강사/CJ온스타일 쇼호스트/前 CJ E&M 연예정보국 아나운서
- 이인영 - CJ온스타일 쇼호스트/前승무원/21미스대구미
- 이나래 - CJ온스타일 쇼호스트/前 대한항공 승무원
- 이다솔 - CJ온스타일 쇼호스트/前 안동MBC 아나운서/前 MBC경남 아나운서/前 KBS울산 기상캐스터
- 이하영 - CJ온스타일 쇼호스트/前승무원
- 이희용 - CJ온스타일 쇼호스트/前 예술의 전당 미술관
- 이혜진 - CJ온스타일 쇼호스트/前 GS Shop 쇼핑호스트/前 현대홈쇼핑 쇼호스트
- 채유나 - 봄온 쇼호스트아카데미 강사/CJ온스타일 쇼호스트/前 KBS1 남북의창 리포터/前 KBS2 아침이좋다 리포터
- 최은경 - CJ온스타일 쇼호스트/前 공영홈쇼핑 쇼호스트/ KBS TV리포터
- 장혜경 - CJ온스타일 쇼호스트/前 서울대병원 간호사/前 구로케이블 쇼호스트 2기
- 조민주 - CJ온스타일 쇼호스트/前 쇼핑앤티 쇼호스트/前 GS SHOP 쇼호스트/前 MBC스포츠플러스 아나운서/前 MBN 캐스터
- 조아란 - CJ온스타일 쇼호스트/前 JTBC 기상캐스터/前 KBS 보도본부 취재리포터/前 KBS 광주방송총국 기상캐스터
- 최은미 - CJ온스타일 쇼호스트/前 롯데홈쇼핑 쇼호스트
- 한아란 - CJ온스타일 쇼호스트/前 아리랑TV 기자/前 YTN 기자&앵커
- 한수현 - CJ온스타일 쇼호스트/前 GS Shop 쇼핑호스트/前 연합뉴스TV 뉴스캐스터

## 퇴사 및 이직 쇼호스트

### 남자
- 강한별 - 신세계TV쇼핑 쇼핑호스트/前 CJ오쇼핑 쇼호스트
- 김관우 - 라이브커머스 코리아 아카데미 강사/블랙스완스피치 대표강사/前 쇼핑엔티 쇼호스트/前 CJ온스타일 쇼호스트/前배우,크리에이터(캐리와 장난감 친구들-캐빈)/前 교보생명 최연소 보험왕
- 김경진 - 프리랜서 쇼호스트/(주)위오 대표/前 CJ 온스타일 쇼호스트
- 김보천 - 프리랜서 쇼호스트/前 CJ온스타일 쇼호스트/前 TBC 대구방송 전문 MC
- 김석 - 공영쇼핑 쇼호스트/前 현대홈쇼핑 쇼핑호스트/前 CJ오쇼핑 방송운영관리팀 쇼호스트
- 김효석 - OBM 스피치커뮤니케이션 원장, 한국강사협회 자문, 한국프레젠터협회 부회장/前 한국강사협회 부회장/前 김효석아카데미 대표/前 서울종합예술학교 아나운서 쇼호스트학부 학부장/前 엑스워드TV 대표이사/前 한국영상대학교 쇼핑호스트과 교수
 前 에스비전 프로덕션 비상임고문/前 MBC 아카데미 연극음악원 쇼호스트과 학과장/前 CJ홈쇼핑 쇼호스트 팀장/前 CJ홈쇼핑 쇼호스트/前 PBC평화방송 아나운서
- 류상 - 프리랜서 쇼호스트/前 CJ ENM 오쇼핑부문 쇼호스트
- 류재영 - SK스토아 쇼핑호스트/前 W쇼핑 쇼핑호스트/前 CJ오쇼핑 쇼호스트/前 인터넷 방송 아나운서/前 현대홈쇼핑 쇼핑호스트/前 삼성전자 전문 게스트
- 문석현 - 비바쇼호스트아카데미 전임강사/프리랜서 쇼호스트/前 CJ ENM 오쇼핑부문 쇼호스트/JTBC스포츠골프채널 스포츠캐스터/前 TBS 교통방송 아나운서
- 박성진 - 前 CJ오쇼핑 쇼호스트
- 박현호 - 前 CJ오쇼핑 쇼호스트/前 연극배우, 탤런트, 이벤트 MC
- 이거성 - 현대홈쇼핑 쇼핑호스트/前 CJ오쇼핑 쇼호스트
- 이경우 - k쇼핑 쇼핑호스트/前 CJ오쇼핑 방송운영관리팀 쇼호스트 소속
- 이민웅 - 신세계TV쇼핑 쇼호스트/프리랜서 쇼호스트/前 CJ온스타일 쇼호스트/前 현대홈쇼핑 쇼호스트/前 LG패션 디자이너
- 홍성기 - 前 CJ오쇼핑 쇼호스트
- 유형석 - 신세계TV쇼핑 쇼핑호스트/前 롯데홈쇼핑 쇼핑호스트/前 CJ오쇼핑 쇼호스트/前 NS홈쇼핑 쇼호스트
- 서경환 - JB엔터테인먼트 CEO, 프리랜서 쇼호스트/前 SK스토아 쇼핑호스트/잼라이브 MC, 게임캐스터/前 CJ ENM 오쇼핑부문 쇼호스트/前 현대홈쇼핑 쇼호스트/前 곰TV 캐스터
- 장문정 - 교원가족 칼럼니스트, FP저널 마케팅 칼럼니스트/前 조선일보 마케팅 칼럼니스트/前 CJ오쇼핑 쇼호스트
- 황영호 - 시크옴므 대표/前 CJ오쇼핑 삼성화재 담당방송/前 GS홈쇼핑 삼성화재 담당방송실 실장
- 허제 - 前 CJ ENM 오쇼핑부문 쇼호스트/前 SBS 모닝와이드 리포터/前 MBC뉴스투데이 MC
- 유인석 - 라이브커머스 코리아 아카데미 대표원장/前 코스 쇼호스트 아카데미 강사/前 프리랜서 쇼호스트/前 CJ ENM 오쇼핑부문 쇼호스트/前 KBS 27기 공채 개그맨
- 주승연 - 프리랜서 쇼호스트/前 CJ온스타일 쇼호스트/前 롯데홈쇼핑 쇼호스트/前 현대홈쇼핑 쇼호스트

### 여자
- 강연진 - 프리랜서 쇼핑호스트/前 CJ ENM 쇼호스트/SK스토아 쇼핑호스트/前 CJ ENM 오쇼핑부문 쇼호스트/前 MBC 전문 MC 1기
- 강혜원 - 쇼핑엔티 쇼호스트/前 신세계TV쇼핑 소호스트/前 CJ오쇼핑 방송운영관리파트 쇼호스트
- (故)고려진 - 前 동양방송, 한국방송공사 아나운서 / 前 CJ39쇼핑, CJ홈쇼핑 쇼호스트[1]
- 권미란 - 프리랜서 쇼핑호스트/前 CJ온스타일 쇼호스트/前 GS SHOP 쇼핑호스트/前 CJ오쇼핑 쇼호스트/前 TBC대구방송 MC/前 FEBC 대전극동방송 구성작가
- 김지아 - 홈앤쇼핑 쇼핑호스트/前 CJ오쇼핑 쇼호스트/前 현대홈쇼핑 쇼호스트
- 김란아 - k쇼핑 쇼핑호스트/前 CJ오쇼핑 쇼호스트
- 김민정 - 신세계TV쇼핑 쇼핑호스트/前 CJ오쇼핑 쇼호스트/前 안동MBC 아나운서, 전문MC
- 김민향 - GS SHOP 쇼핑호스트/前 CJ오쇼핑 쇼호스트/前 인천방송 아나운서
- 김수진 - 前 CJ ENM 오쇼핑부문 쇼호스트/前 대우자동차 인사팀
- 김유리 - 前 CJ ENM 오쇼핑부문 쇼호스트/前 롯데홈쇼핑 쇼핑호스트/前 GS SHOP 쇼핑호스트
- 김선희 - 프리랜서 쇼핑호스트/前 롯데홈쇼핑 쇼호스트/前 한국성우협회 정회원/前 투니버스 성우 2기/前 CJ오쇼핑 쇼호스트
- 김현우 - GS SHOP 쇼핑호스트/前 신세계TV쇼핑 소호스트/前 SK스토아 쇼핑호스트/前 CJ온스타일 쇼호스트/前 롯데홈쇼핑 쇼호스트/前 CJ오쇼핑 쇼호스트/전 mbn 기상캐스터/전 TV서울 MC 소속
- 김혜린 - 블랙스완스피치 쇼호스트 강사/프리랜서 쇼핑호스트/前 롯데홈쇼핑 쇼핑호스트/前 CJ오쇼핑 방송운영관리팀 쇼호스트
- 동지현 - 프리랜서 쇼핑호스트/前 CJ온스타일 쇼호스트/前 GS SHOP 쇼핑호스트/前 대한항공 승무원
- 유난희 - 프리랜서 쇼핑호스트/前 CJ오쇼핑 쇼호스트/前 GS홈쇼핑 프리랜서 쇼핑호스트
前 현대홈쇼핑 프리랜서 쇼호스트/前 우리홈쇼핑 쇼호스트/前 LG홈쇼핑 쇼핑호스트 소속/前 HSTV 쇼핑호스트
- 박윤희 - 前 CJ ENM 오쇼핑부문 쇼호스트/前 대전MBC 아나운서/前 MBC경남 진주본부 아나운서/前 SBS ESPN 아나운서
- 박준희 - k쇼핑 쇼핑호스트/前 CJ오쇼핑 쇼호스트/前 푸른하늘 객원가수/前 연기자
- 백정숙 - 공영홈쇼핑 쇼핑호스트/前 CJ오쇼핑 쇼호스트/前 아시아나 항공 승무원/前 바둑TV 아나운서
- 손영재 - B쇼핑 쇼핑호스트/前 CJ오쇼핑 쇼호스트
- 손설형 - SK스토아 쇼핑호스트/前 CJ온스타일 쇼호스트/前 대한항공 승무원
- 송희영 - 김효석&송희영아카데미 대표원장/프리랜서 쇼핑호스트/前 롯데홈쇼핑 쇼호스트/前 CJ오쇼핑 쇼호스트/前 잡지모델/前 뮤직비디오출연/前 시트콤 드라마 출연/前 청소년 드라마 출연
- 서혜진 - GS SHOP 쇼핑호스트/前 CJ온스타일 쇼호스트/前 현대홈쇼핑 쇼호스트, 배우
- 서아랑 - 프리랜서 쇼핑호스트/前 CJ온스타일 쇼호스트/前 GS SHOP 쇼핑호스트
- 유아랑 - 프리랜서 쇼핑호스트/前 롯데홈쇼핑 쇼핑호스트/前 CJ온스타일 쇼호스트/前 홈앤쇼핑 쇼호스트/前 롯데홈쇼핑 쇼호스트
- 윤소영 - 롯데홈쇼핑 쇼핑호스트/前 CJ오쇼핑 쇼호스트/前 KBS, MBC 리포터/前 씨엔텔 쇼호스트
- 윤혜령 - 유니에르 대표/주티크아카데미 강사/프리랜서 쇼핑호스트/前 CJ오쇼핑 쇼호스트/前 현대홈쇼핑 쇼호스트
- 이도현 - 신세계TV쇼핑 쇼핑호스트/前 CJ ENM 오쇼핑부문 쇼호스트/前 롯데홈쇼핑 쇼핑호스트
- 이다은 - 프리랜서 쇼핑호스트/前 CJ온스타일 쇼호스트/前 홈앤쇼핑 쇼호스트/前 대한항공 객실승무원
- 이다희 - 쇼핑엔티 쇼호스트/이엘라이즈 소속/前 프리랜서 방송인/前 CJ온스타일 쇼호스트/前 현대홈쇼핑 쇼호스트/前 KBS라디오뉴스앵커
- 이숙종 - 前 CJ ENM 오쇼핑부문 쇼호스트
- 이애경 - 前 CJ오쇼핑 쇼호스트/前 KBS주부리포터/前 EBS리포터
- 이은경 - 신세계TV쇼핑 쇼핑호스트/前 CJ오쇼핑 쇼호스트/前 GS SHOP 쇼호스트/前 CF모델/前 MBC, SBS 리포터/前 동아방송, 교육방송 MC
- 이정은 - 前 CJ오쇼핑 쇼호스트/前 광고모텔 캐스팅디렉터/前 리포터, MC
- 장경희 - 前 CJ오쇼핑 쇼호스트/前 SBS 7기 공채 개그맨
- 정설 - 前 CJ ENM 오쇼핑부문 쇼호스트/前 SBS, MBC, KBS 등 리포터 와 MC
- 조윤주 - 주티크아카데미 강사/프리랜서 쇼핑호스트/前 롯데홈쇼핑 쇼호스트/前 CJ오쇼핑 쇼호스트/前 GSSHOP 쇼핑호스트/前 현대홈쇼핑 쇼호스트
- 진효주 - 프리랜서 쇼핑호스트/前 홈&쇼핑 쇼핑호스트/前 CJ ENM 오쇼핑부문 쇼호스트/前 KBS 강릉방송국 기상캐스터
- 지수진 - 신세계TV쇼핑 쇼핑호스트/前 CJ온스타일 쇼호스트
- 최현우 - 프리랜서 쇼호스트/前 현대홈쇼핑 쇼핑호스트/前 CJ오쇼핑 쇼호스트/前 충주 MBC 전문 MC/前 대전 케이블 TV 아나운서
- 하도성 - SK스토아 쇼핑호스트/前 롯데홈쇼핑 쇼호스트/前 GS SHOP 쇼핑호스트/前 CJ오쇼핑 쇼호스트/前 MBC, KBS, SBS 등 리포터 와 MC/前 어린이TV 꼬마수첩MC
- 하은지 - 현대홈쇼핑 쇼핑호스트/前 롯데홈쇼핑 쇼호스트/前 CJ오쇼핑 쇼호스트/前 MBC방송아카데미과정수료/前 대학교방송국 아나운서
- 한창서 - 프리랜서 쇼핑호스트/前 CJ ENM 오쇼핑부문 쇼호스트/前 슈퍼모델 선발대회 심사위원/슈퍼모델 대회 수상/前 패션모델/前 KMTV VJ/前 SBS, KBS 방송진행
- 홍나연 - 前 CJ오쇼핑 쇼호스트/前 현대상선 마케팅팀, PR매니저
- 허윤선 - 쇼핑엔티 쇼호스트/前 CJ온스타일 쇼호스트/前 GS Shop 쇼핑호스트 /前 KBS mc & 리포터 /前삼성전자 프리젠터